# Kati (album)
A Kati Kovács Kati hetedik nagylemeze, második NDK-beli albuma.
A dalok a Kovács Kati és a Locomotiv GT, az Intarzia és a Közel a naphoz című albumok dalainak, valamint két kislemezdalnak a német nyelvű változatai.

## Dalok
- A

1. Rock 'n Roller /Rock and roller/ (Gábor Presser–Fred Gertz)
2. Es regnet immerzu /Az eső és én/ (Tamás Somló–Fred Gertz)
3. Hej, Finger weg /Szendvicsfiú/ (Tamás Barta–Fred Gertz)
4. So wie er /Úgy, mint ő/ (Tibor Koncz–Fred Gertz)
5. Nimms doch nicht so schwer /El ne hagyd magad/ (Tamás Somló–Fred Gertz)
6. Das Lied /Taníts meg élni/ (Tamás Somló–Fred Gertz)

- B

1. Der erste Morgen mit dir /Miért legyek?/ (Tibor Koncz–Fred Gertz)
2. Wer keine Liebe hat /Akinek nincs baja/ (Tibor Koncz–Dieter Schneider)
3. Du gehst mir auf den Docht /Láttalak egy lánnyal/ (Tibor Koncz–Monica Jacobs)
4. Im Fahrstuhl /A liftben/ (Tibor Koncz–Wolfgang Brandenstein)
5. Laß mich /Volt egy őrült éjszaka/ (Tibor Koncz–Fred Gertz)
6. Der schönste Irrtum /A legszebb tévedés/ (Tibor Koncz–Fred Gertz)

## Közreműködők
- Kovács Kati
- Locomotiv GT (A/1–3, 5, 6)
- Gemini együttes (B/1–6)
- Hungária együttes (A/4)